# Volta Ciclista a Catalunya 2006
La Volta Ciclista a Catalunya 2006, ottantaseiesima edizione della corsa e valevole come settima prova dell'UCI ProTour 2006, si svolse in sette tappe dal 15 al 21 maggio 2006 per un percorso totale di 1 020,6 km. Lo spagnolo David Cañada si aggiudicò la corsa, concludendo le tappe in 25 ore 06 minuti e 26 secondi, alla media di 40,64 km/h.

## Tappe
| Tappa  | Data      | Percorso                             | km      | Vincitore di tappa      | Leader cl. generale     |
| ------ | --------- | ------------------------------------ | ------- | ----------------------- | ----------------------- |
| 1ª     | 15 maggio | Salou (cron. individuale)            | 12,6    | Fabian Cancellara       | Fabian Cancellara       |
| 2ª     | 16 maggio | Cambrils > Cambrils                  | 156,8   | Luis Pérez Romero       | Fabian Cancellara       |
| 3ª     | 17 maggio | Salou > Sant Carles de la Ràpita     | 176,7   | Thor Hushovd            | Thor Hushovd            |
| 4ª     | 18 maggio | Perafort > Vallnord (Sector Arcalís) | 225     | Carlos Castaño Panadero | Carlos Castaño Panadero |
| 5ª     | 19 maggio | Llívia > Manlleu                     | 161,5   | Adolfo García Quesada   | Carlos Castaño Panadero |
| 6ª     | 20 maggio | Manlleu > Lloret de Mar              | 166,4   | Matej Mugerli           | David Cañada            |
| 7ª     | 21 maggio | Lloret de Mar > Barcellona           | 121,6   | Daniele Bennati         | David Cañada            |
| Totale | Totale    | Totale                               | 1 020,6 |                         |                         |

## Squadre partecipanti
| N.      | Cod. | Squadra                        |
| ------- | ---- | ------------------------------ |
| 1-8     | DSC  | Discovery Channel              |
| 11-18   | PHO  | Phonak Hearing Systems         |
| 21-28   | CEI  | Caisse d'Epargne-Illes Balears |
| 31-38   | RAB  | Rabobank                       |
| 41-46   | TMO  | T-Mobile Team                  |
| 51-58   | CSC  | Team CSC                       |
| 61-68   | A2R  | AG2R Prévoyance                |
| 71-78   | EUS  | Euskaltel-Euskadi              |
| 81-87   | DVL  | Davitamon-Lotto                |
| 91-97   | SDV  | Saunier Duval-Prodir           |
| 101-107 | BTL  | Bouygues Télécom               |
| 111-118 | GST  | Team Gerolsteiner              |
| 121-128 | MRM  | Team Milram                    |

| N.      | Cod. | Squadra               |
| ------- | ---- | --------------------- |
| 131-138 | LSW  | Liberty Seguros-Würth |
| 141-147 | C.A  | Crédit Agricole       |
| 151-158 | COF  | Cofidis               |
| 161-168 | FDJ  | Française des Jeux    |
| 171-178 | LAM  | Lampre-Fondital       |
| 181-188 | LIQ  | Liquigas              |
| 191-198 | QSI  | Quick Step-Innergetic |
| 201-208 | ECV  | Comunidad Valenciana  |
| 211-218 | REG  | Relax-GAM             |
| 221-228 | KAI  | Kaiku                 |
| 231-238 | APV  | Andalucía-Paul Versan |
| 241-248 | MOL  | 3 Molinos Resort      |

## Dettagli delle tappe

### 1ª tappa
- 15 maggio: Salou – Cronometro individuale – 12,6 km

Risultati
| Pos. | Corridore         | Squadra       | Tempo  |
| ---- | ----------------- | ------------- | ------ |
| 1    | Fabian Cancellara | Team CSC      | 14'55" |
| 2    | Vladimir Karpec   | C. d'Epargne  | a 3"   |
| 3    | Janez Brajkovič   | Discovery Ch. | s.t.   |

| Pos. | Corridore         | Squadra       | Tempo  |
| ---- | ----------------- | ------------- | ------ |
| 1    | Fabian Cancellara | Team CSC      | 14'55" |
| 2    | Vladimir Karpec   | C. d'Epargne  | a 3"   |
| 3    | Janez Brajkovič   | Discovery Ch. | s.t.   |

### 2ª tappa
- 16 maggio: Cambrils > Cambrils - 156,8 km

Risultati
| Pos. | Corridore         | Squadra         | Tempo    |
| ---- | ----------------- | --------------- | -------- |
| 1    | Luis Pérez Romero | Andalucía       | 3h57'14" |
| 2    | Isaac Gálvez      | C. d'Epargne    | a 12"    |
| 3    | Thor Hushovd      | Crédit Agricole | s.t.     |

| Pos. | Corridore         | Squadra       | Tempo    |
| ---- | ----------------- | ------------- | -------- |
| 1    | Fabian Cancellara | Team CSC      | 4h12'21" |
| 2    | Vladimir Karpec   | C. d'Epargne  | a 3"     |
| 3    | Janez Brajkovič   | Discovery Ch. | s.t.     |

### 3ª tappa
- 17 maggio: Salou > Sant Carles de la Ràpita - 176,7 km

Risultati
| Pos. | Corridore        | Squadra         | Tempo    |
| ---- | ---------------- | --------------- | -------- |
| 1    | Thor Hushovd     | Crédit Agricole | 4h16'14" |
| 2    | René Haselbacher | Gerolsteiner    | s.t.     |
| 3    | Robert Hunter    | Phonak          | s.t.     |

| Pos. | Corridore         | Squadra         | Tempo    |
| ---- | ----------------- | --------------- | -------- |
| 1    | Thor Hushovd      | Crédit Agricole | 8h28'34" |
| 2    | Robert Hunter     | Phonak          | s.t.     |
| 3    | Fabian Cancellara | Team CSC        | a 1"     |

### 4ª tappa
- 18 maggio: Perafort > Vallnord (Sector Arcalís) – 225 km

Risultati
| Pos. | Corridore         | Squadra    | Tempo    |
| ---- | ----------------- | ---------- | -------- |
| 1    | Carlos Castaño    | Kaiku      | 6h03'41" |
| 2    | Christophe Moreau | AG2R Prév. | a 52"    |
| 3    | Santiago Botero   | Phonak     | a 1'53"  |

| Pos. | Corridore         | Squadra    | Tempo     |
| ---- | ----------------- | ---------- | --------- |
| 1    | Carlos Castaño    | Kaiku      | 14h32'52" |
| 2    | Santiago Botero   | Phonak     | a 1'18"   |
| 3    | Christophe Moreau | AG2R Prév. | a 1'24"   |

### 5ª tappa
- 19 maggio: Llívia > Manlleu – 161,5 km

Risultati
| Pos. | Corridore             | Squadra       | Tempo    |
| ---- | --------------------- | ------------- | -------- |
| 1    | Adolfo García Quesada | Andalucía     | 3h52'44" |
| 2    | David Arroyo          | C. d'Epargne  | s.t.     |
| 3    | Eladio Jiménez        | C. Valenciana | s.t.     |

| Pos. | Corridore       | Squadra       | Tempo     |
| ---- | --------------- | ------------- | --------- |
| 1    | Carlos Castaño  | Kaiku         | 18h26'31" |
| 2    | David Cañada    | Saunier Duval | a 1'16"   |
| 3    | Santiago Botero | Phonak        | a 1'18"   |

### 6ª tappa
- 20 maggio: Manlleu > Lloret de Mar – 166,4 km

Risultati
| Pos. | Corridore        | Squadra         | Tempo    |
| ---- | ---------------- | --------------- | -------- |
| 1    | Matej Mugerli    | Liquigas        | 4h02'01" |
| 2    | Thor Hushovd     | Crédit Agricole | a 1"     |
| 3    | Manuel Quinziato | Liquigas        | s.t.     |

| Pos. | Corridore         | Squadra       | Tempo     |
| ---- | ----------------- | ------------- | --------- |
| 1    | David Cañada      | Saunier Duval | 22h29'49" |
| 2    | Santiago Botero   | Phonak        | a 2"      |
| 3    | Christophe Moreau | AG2R Prév.    | a 8"      |

### 7ª tappa
- 21 maggio: Lloret de Mar > Barcellona – 121,6 km

Risultati
| Pos. | Corridore       | Squadra      | Tempo    |
| ---- | --------------- | ------------ | -------- |
| 1    | Daniele Bennati | Lampre       | 2h36'37" |
| 2    | Aaron Kemps     | Liberty Seg. | s.t.     |
| 3    | Erik Zabel      | Team Milram  | s.t.     |

| Pos. | Corridore         | Squadra       | Tempo     |
| ---- | ----------------- | ------------- | --------- |
| 1    | David Cañada      | Saunier Duval | 25h06'26" |
| 2    | Santiago Botero   | Phonak        | a 2"      |
| 3    | Christophe Moreau | AG2R Prév.    | a 8"      |

## Evoluzione delle classifiche
| Tappa              | Vincitore               | Classifica generale     | Classifica scalatori | Classifica mete volanti | Classifica a punti | Classifica squadre     |
| ------------------ | ----------------------- | ----------------------- | -------------------- | ----------------------- | ------------------ | ---------------------- |
| 1ª                 | Fabian Cancellara       | Fabian Cancellara       | non assegnata        | non assegnata           | Fabian Cancellara  | Team CSC               |
| 2ª                 | Luis Pérez Romero       | Fabian Cancellara       | José Alberto Benítez | Luis Pérez Romero       | Fabian Cancellara  | Team CSC               |
| 3ª                 | Thor Hushovd            | Thor Hushovd            | José Alberto Benítez | Luis Pérez Romero       | Thor Hushovd       | Team CSC               |
| 4ª                 | Carlos Castaño Panadero | Carlos Castaño Panadero | Christophe Moreau    | Luis Pérez Romero       | Thor Hushovd       | Kaiku                  |
| 5ª                 | Adolfo García Quesada   | Carlos Castaño Panadero | Christophe Moreau    | Luis Pérez Romero       | Thor Hushovd       | Caisse d'Epargne       |
| 6ª                 | Matej Mugerli           | David Cañada            | Christophe Moreau    | Eladio Jiménez          | Thor Hushovd       | Phonak Hearing Systems |
| 7ª                 | Daniele Bennati         | David Cañada            | Christophe Moreau    | Eladio Jiménez          | Thor Hushovd       | Phonak Hearing Systems |
| Classifiche finali | Classifiche finali      | David Cañada            | Christophe Moreau    | Eladio Jiménez          | Thor Hushovd       | Phonak Hearing Systems |

## Classifiche finali

### Classifica generale
| Pos. | Corridore         | Squadra       | Tempo     |
| ---- | ----------------- | ------------- | --------- |
| 1    | David Cañada      | SDV           | 25h06'26" |
| 2    | Santiago Botero   | Phonak        | a 2"      |
| 3    | Christophe Moreau | AG2R Prév.    | a 8"      |
| 4    | Ryder Hesjedal    | Phonak        | a 35"     |
| 5    | Janez Brajkovič   | Discovery Ch. | a 48"     |
| 6    | Linus Gerdemann   | T-Mobile Team | a 57"     |
| 7    | Francisco Mancebo | AG2R Prév.    | a 1'11"   |
| 8    | Vladimir Karpec   | C. d'Epargne  | a 1'24"   |
| 9    | Denis Men'šov     | Rabobank      | a 1'27"   |
| 10   | David Arroyo      | C. d'Epargne  | a 1'35"   |

### Classifica a punti
| Pos. | Corridore       | Squadra         | Punti |
| ---- | --------------- | --------------- | ----- |
| 1    | Thor Hushovd    | Crédit Agricole | 69    |
| 2    | Daniele Bennati | Lampre          | 49    |
| 3    | Aaron Kemps     | Liberty Seg.    | 41    |
| 4    | Erik Zabel      | Team Milram     | 40    |
| 5    | Vladimir Karpec | C. d'Epargne    | 30    |

### Classifica scalatori
| Pos. | Corridore            | Squadra       | Punti |
| ---- | -------------------- | ------------- | ----- |
| 1    | Christophe Moreau    | AG2R Prév.    | 84    |
| 2    | José Alberto Benítez | Saunier Duval | 46    |
| 3    | Francisco José Lara  | Andalucía     | 31    |
| 4    | Carlos Castaño       | Kaiku         | 30    |
| 5    | Santiago Botero      | Phonak        | 28    |

### Classifica sprint
| Pos. | Corridore        | Squadra       | Punti |
| ---- | ---------------- | ------------- | ----- |
| 1    | Eladio Jiménez   | C. Valenciana | 12    |
| 2    | Rémy Di Grégorio | F. des Jeux   | 5     |
| 3    | Stéphane Augé    | Cofidis       | 4     |
| 4    | Óscar Pereiro    | C. d'Epargne  | 3     |
| 5    | Kim Kirchen      | T-Mobile Team | 3     |

### Classifica squadre
| Pos. | Squadra                        | Tempo     |
| ---- | ------------------------------ | --------- |
| 1    | Phonak Hearing Systems         | 75h22'34" |
| 2    | Caisse d'Epargne-Illes Balears | a 21"     |
| 3    | AG2R La Mondiale               | a 1'12"   |
| 4    | Saunier Duval-Prodir           | a 8'32"   |
| 5    | Comunidad Valenciana           | a 9'22"   |